# Кораб музей
Кораб музей е кораб, на който има музейна експозиция, посветена на историята на кораба, екипажа, събитията, в които е участвал корабът, обект на морското наследство.
Обикновено такъв кораб е отворен за обществеността за образователни или възпоменателни цели. Някои от тях също се използват за учебни или други цели, обикновено които все още са съхранили физическата способност и юридическата пригодност да се движат.
Има няколкостотин музейни съда по целия свят. Много, ако ли не и повечето от музейните съдове, са свързани със съответстваща морска музейна експозиция.
|  | Тази страница частично или изцяло представлява превод на страницата „Корабль-музей“ в Уикипедия на руски. Оригиналният текст, както и този превод, са защитени от Лиценза „Криейтив Комънс – Признание – Споделяне на споделеното“, а за съдържание, създадено преди юни 2009 година – от Лиценза за свободна документация на ГНУ. Прегледайте историята на редакциите на оригиналната страница, както и на преводната страница, за да видите списъка на съавторите. ВАЖНО: Този шаблон се отнася единствено до авторските права върху съдържанието на статията. Добавянето му не отменя изискването да се посочват конкретни източници на твърденията, които да бъдат благонадеждни. |